# Rektorat Matki Bożej Różańcowej w Mizernej
Rektorat Matki Bożej Różańcowej w Mizernej – rektorat rzymskokatolicki, znajdujący się w archidiecezji krakowskiej, w dekanacie Niedzica.